# Королівський монетний двір Іспанії
Національна фабрика монетного двору та штампів або Королівський монетний двір Іспанії (ісп. Fábrica Nacional de Moneda y Timbre — Real Casa de la Moneda (FNMT —RCM)) — це державний суб'єкт господарської діяльності Іспанії, який приєднаний до Міністерства фінансів. Це державна компанія, що займається виробництвом монет, купюр, марок, офіційних документів та електронних сертифікатів. 

## Історія
В Іспанії існували монетні двори, як державні так і приватні. Але Філіп V вирішив, що держава має контролювати їх усі, і змусив приватні двори зникнути. За часів правління Ізабелли II було сім державних монетних дворів у: Мадриді, Барселоні, Севільї, Памплоні, Неді (у Ла-Коруньї), Сеговії та Манілі (на Філіппінах). Кожен з них мав свою марку абревіатур та ознак. Коли було вирішено зробити песету національною валютою, усі ці монетні двори, крім Мадридського, зникли.
Національна фабрика монетного двору та штампів — Королівський монетний двір (FNMT-RCM) утворився у 1893 році від об'єднання двох попередніх організацій: Монетного двору та Штампного заводу; двох установ, що ділили приміщення старого монетного двору з 1861 року, хоча вони були незалежними і мали окремі адміністрації.
Двір займався виготовленням банкнот з 1937 р. (безперервно з 1940 р.), а цінних паперів — з 1952 року. У 1964 році він була відкрита нова штаб-квартира, що дозволило йому розпочати виготовлення документів, таких як паспорти або документи, що посвідчують особу. Пізніше розпочалося виготовлення лотерейних квитків.
Мадридський монетний двір змінював своє місце розташування тричі, бо прогрес підштовхував до пошуку більших виробничих приміщень. Сучасна будівля була відкрита 11 липня 1961 року та розташовується на вулиці Хорхе Хуана 106.
У нинішній будівлі розташований Музей монетного двору (Museo Casa de la Moneda) з найбільшою нумізматичною колекцією в Іспанії та однією із найповніших у Європі. 

## У популярній культурі
Після виходу на стримінговій платформі Netflix, серіалу «Паперовий будинок» приміщення Королівського монетного двору стає впізнаваним у світі. 